# Suspeitos do caso Jack, o Estripador

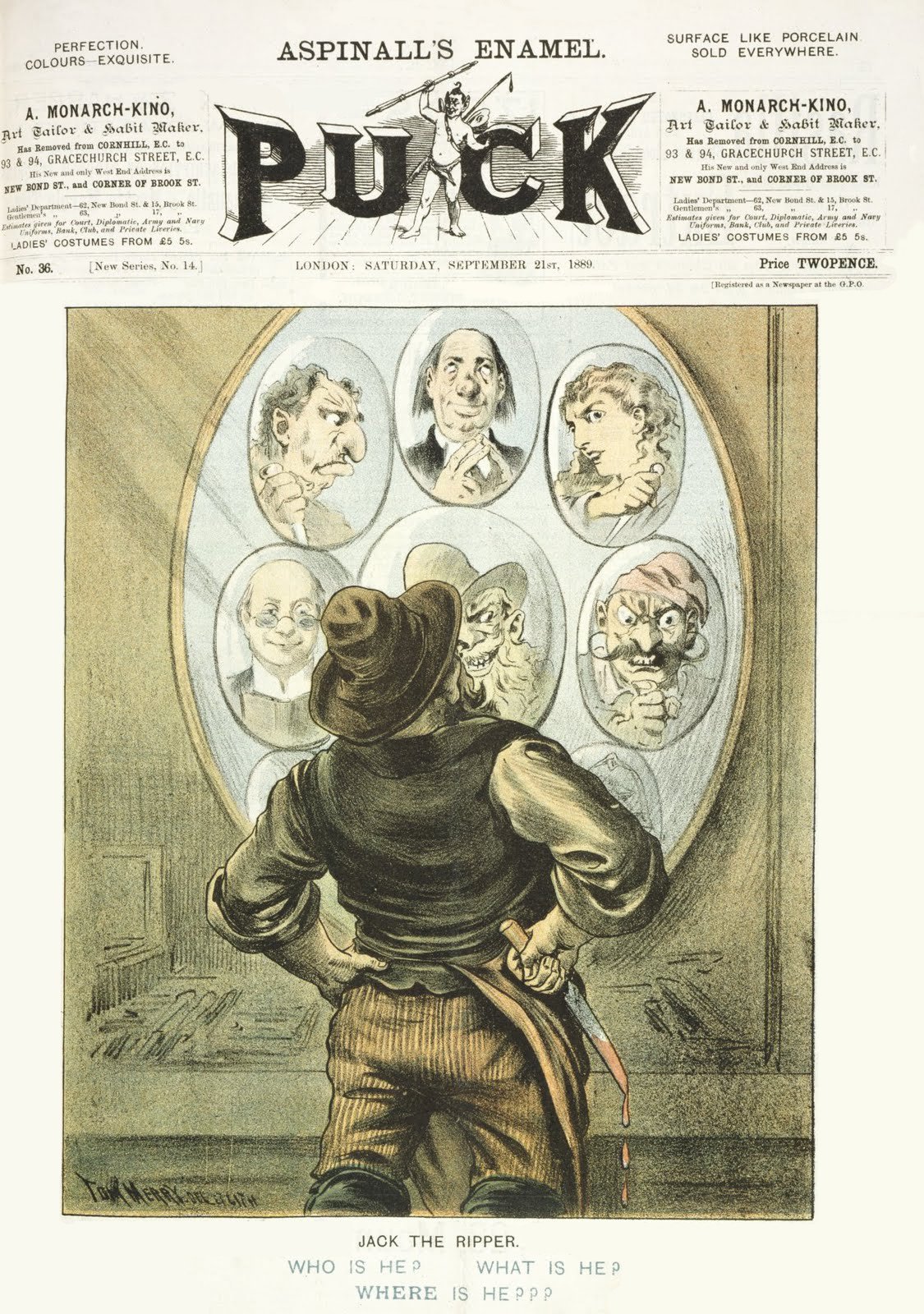
Capa da revista Puck de 21 de setembro de 1889 apresentando a versão do cartunista Tom Merry do assassino apelidado de Jack, o Estripador

Uma série de assassinatos ocorridos no East End de Londres a partir de agosto de 1888 foram atribuídos a um criminoso não-identificado conhecido como "Jack, o Estripador". Desde então, sua identidade tem sido amplamente discutida, e mais de uma centena de suspeitos apresentados. Embora muitas teorias tenham sido desenvolvidas, os especialistas no caso não consideram nenhuma delas convincente o bastante.

## Suspeitos pela polícia da época
Os suspeitos a seguir foram considerados por um ou mais oficiais da época como sendo o autor dos crimes:

### Montague Druitt (1857-1888)

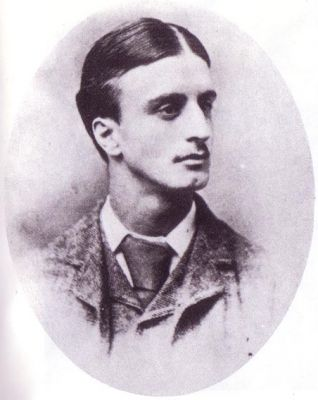
Druitt

De origem burguesa, Montagne John Druitt nasceu em 1857. Extremamente inteligente, obteve uma bolsa de estudos no Winchester College e, depois, em Oxford. Era um estudante brilhante, popular entre os colegas, praticava remo e críquete. Em 1880, Druitt se forma, mas sua vida começa a ficar complicada. Ele inicia o curso de Direito, mas abandona a escola. Entra para a faculdade de Medicina, desiste do curso e retoma o de Direito. Trabalha numa escola para sobreviver. Em 1888, é despedido.
Druitt sentia que estava ficando louco como a mãe, internada para sempre num hospital psiquiátrico. Druitt foi visto pela última vez em 3 de dezembro de 1888, e seu corpo foi resgatado do Tâmisa, próximo a Londres, no dia 31. Os bolsos estavam cheios de pedras. A morte de Druitt coincide com o fim da onda de crimes, mas o fato de que jogava críquete em Blackheath na manhã da descoberta dos corpos de Mary Chapman e de Polly Nichols seria suficiente para inocentá-lo. 
Em março de 1889, os policiais garantem a um membro do comitê de vigilância que reclama da redução das rondas, que Jack, o Estripador, estava morto. Segundo a polícia, o fato não fora divulgado para poupar a mãe do criminoso, que estava internada.

### Seweryn Klosowski

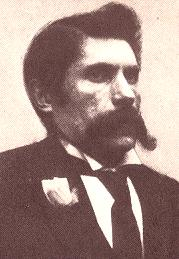
Kłosowski

Conhecido também como George Chapman e de origem polonesa, era proprietário de um salão de cabeleireiros a alguns metros do local onde Martha Tabram foi assassinada. Kłosowski é parecido com o homem visto com Mary Kelly. Além disso, algumas das cartas assinadas por Jack, o Estripador, contêm expressões idiomáticas americanas, e Kłosowski morou durante dois anos nos Estados Unidos. 
Agressivo, vivia em Londres na época e provavelmente tinha conhecimentos médicos. Era um dos principais suspeitos do Inspetor Frederick Abberline. Acaba enforcado em 1903, condenado pelo envenenamento de três de suas amantes. As suspeitas sobre ele diminuem, pois não é comum um assassino variar tanto seu modus operandi.

### Aaron Kosminski (1865-1899)
Nasceu na Polônia em 1865, sendo apontado por várias testemunhas por sua semelhança com as descrições feitas na época, porém nenhuma conseguiu confirmar quando posta lado a lado do próprio. Kosminski também se assemelha bastante às características de perfil de assassino feitas por John Douglas e Robert Ressler, como falta de um emprego fixo e a morte do pai quando tinha apenas 8 anos.
Aaron Kosminski sempre esteve entre os principais suspeitos. Era um imigrante de 23 anos de origem polaca que chegou a Londres na década de 1880. O inspetor-chefe Donald Swanson, que liderou a investigação, registrou um suspeito chamado Kosminski em notas contemporâneas, dizendo que ele era de uma baixa-classe judaica polonesa e teve a vida familiar em Whitechapel, região da cidade onde ocorreram os assassinatos. Ainda, acredita-se que ele trabalhasse naquela região. Sua ocupação foi listado nos documentos da casa de trabalho como barbeiro em Whitechapel. Como imigrante judeu da Polônia, ele fugiu da perseguição em sua terra natal, enquanto estava sob controle russo e veio com a família para a Inglaterra em 1881, vivendo em Mile End, leste de Londres.

O que se sabe ao certo é que ele tinha graves problemas psicológicos, provavelmente esquizofrenia, e sofria alucinações. Ele era descrito como misógino. As notas, doados por seus descendentes para Museu de Crimes da Scotland Yard, em 2006, incluiu um memorando de Assistant Chief Constable Sir Melville Macnaghten dizendo que Kosminski: 
Tinha um grande ódio de mulheres com fortes tendências homicidas.  
Ele foi internado em uma sequência de manicômios e, em 1899, morreu no hospício de Leavesden, aos 53 anos, pesando apenas 44 quilos, depois de contrair gangrena na perna. Apesar de a polícia nunca ter reunido provas suficientes para prender Kosminski, mesmo com a identificação de uma testemunha, ela o manteve sob vigilância 24 horas por dia até ele dar entrada em um hospital psiquiátrico. 
Recentemente, em 2014, Russell Edwards, um entusiasta pela procura da identidade de Jack, o Estripador, afirma ter descoberto que Aaron Kosminski seria o verdadeiro assassino. Edwards comprou o xale de Catherine Eddowes, uma das vitimas do Estripador, em um leilão em 2007 e pediu a ajuda de Jari Louhelainen, um especialista de DNA, para sequenciar os possíveis vestígios deixados na peça de roupa encontrada na cena do crime. Foi comparada com o DNA da tataraneta da vítima e supostamente comprovando sua autenticidade. Jari Louhelainen é professor de biologia molecular em uma universidade de Liverpool e através de um técnica inovadora teria conseguido sequenciar DNA mitocondrial que sobreviveu no xale por mais de 100 anos. O xale foi retirado da cena do crime por um policial e a peça ainda continha sangue da vítima, a mulher supostamente nunca o usou e o xale nunca foi lavado.

### Michael Ostrog (1833-1904?)

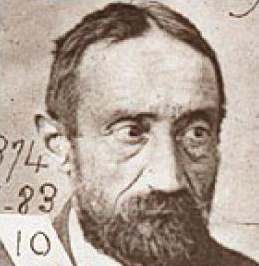
Ostrog

Outro suspeito seria Michael Ostrog, que seria Konovalov, um médico considerado louco que conseguiu se livrar de várias condenações. Ostrog tinha a reputação de bater em mulheres e de nunca se separar de seus instrumentos cirúrgicos. Um homem com as características de Ostrog foi assassinado em um asilo para transtornados mentais, logo após a morte de uma mulher em Petrogrado. Essa mulher teria sido morta após a volta de Konovalov à Rússia. Provavelmente tenha morrido em 1904, mas esta data é considerada incerta.

### John Pizer
Um judeu polonês que trabalhava como sapateiro em Whitechapel. Depois dos dois primeiros assassinatos, o sargento de polícia William Thick intimou Pizer a depor. Thick aparentemente acreditava que Pizer era o homem conhecido como "Leather Apron", notório por cometer agressões contra prostitutas. No princípio dos crimes de Whitechapel muitos moradores locais suspeitavam que "Leather Apron" era o assassino. Pizer deixou de ser suspeito quando foi descoberto que, durante um dos assassinatos, ele estava na companhia de um oficial de polícia enquanto ambos assistiam a um incêndio nas docas de Londres. Pizer alegou que Thick o conhecia havia vários anos, e que sua prisão foi baseada em animosidade e não em evidências.

### Dr. Francis Tumblety (1833-1903)

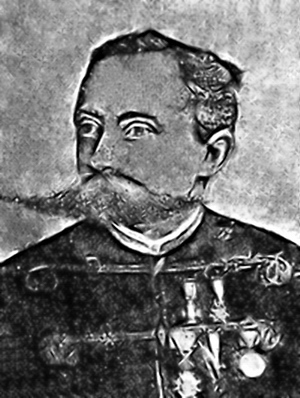
Tumblety

Outro médico suspeito teria sido o americano Francis Tumblety, que visitava Londres frequentemente, odiava mulheres e costumava colecionar órgãos humanos, como úteros. Foi preso em Londres no dia 7 de novembro de 1888 acusado de "atos indecentes" (aparentemente por práticas homossexuais), mas no dia 24 daquele mês conseguiu fugir para a França.
Tumblety foi citado como sendo suspeito pelo então ex-Inspetor Chefe John George Littlechild da Polícia Metropolitana em uma carta ao jornalista e escritor George R. Sims datada de 23 de setembro de 1913.
Dr. Francis Tumblety tinha a caligrafia muito parecida com aquela da carta do  inferno, além de que Tumblety tinha uma coleção de úteros, fato que levantava suspeitas ao médico. Devido à sua fuga para a Europa, sua suspeita nunca foi descartada, não se sabendo, até os dias atuais, se o mesmo é inocente ou não.

### James Kelly (1860-1929)

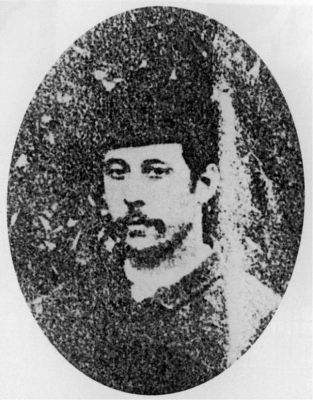
James Kelly

Assassinou sua esposa em 1883, com uma facada no pescoço. Considerado mentalmente insano, foi aprisionado no Asilo Broadmoor, no qual escapou no início de 1888 usando uma chave que ele mesmo confeccionou utilizando restos de metais. Após os cinco assassinatos de Jack em Londres em novembro de 1888, a polícia londrina procurou por Kelly indo até a casa em que habitava antes do assassinato de sua esposa, mas não foram capazes de localizá-lo. Em 1927, quase quarenta anos depois da sua fuga, ele surpreendeu a todos ao voltar voluntariamente ao Asilo Broadmoor. Morreu dois anos depois por causas naturais.
Um investigador forense aposentado de Nova Iorque, Ed Norris, examinou o caso do assassino em série no documentário do Discovery Channel intitulado Jack, o estripador na América. Norris alega que Kelly foi o famoso assassino em série, além do responsável por múltiplas mortes nos Estados Unidos. Para dar suporte ao seu pensamento, Norris coletou vários pontos chaves da vida de James Kelly. Ele trabalhou como forrador de sofá, emprego que requeria o uso de uma afiada e longa faca, o tipo de objeto que teria sido usado por Jack em seus atos. Escapou de Broadmoor antes das cinco prostitutas serem mortas em Londres, local que alegou estar enquanto os homicídios ocorriam.       
De acordo com Norris, Kelly, ainda, morou nos Estados Unidos e deixou escritos mostrando sua forte desaprovação a imoralidade das prostitutas e que, durante seus tempos de fugitivo, torna sua reprovação da suposta imoralidade como uma de suas principais lutas. Norris argumenta que Kelly estava em Nova Iorque quando uma prostituta chamada Carrie Brown foi assassinada e estripada de modo similar as prostitutas em Londres. Outras duas mortes brutais aconteceram enquanto ele esteve na cidade. Norris obteve permissão do Asilo de Broadmoor para examinar a ficha psicológica de Kelly em 1883 e suas declarações quando voltou em 1927, e o perfil obtido combina com as descrições e atos de Jack, o estripador.      

## Outros suspeitos da época
Várias outras pessoas foram apontadas na época como sendo culpadas pelos assassinatos em Whitechapel. Entre as mais notáveis estão: 

### William Bury (1859-1889)

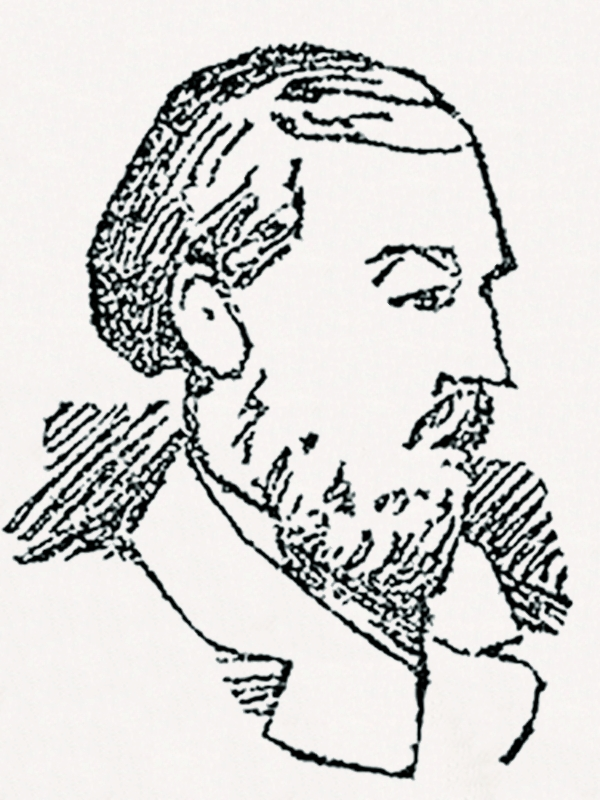
Bury

Logo após mudar-se da Escócia para Londres, Bury estrangulou sua esposa Ellen Elliot, uma ex-prostituta, em 5 de fevereiro de 1889, infligindo cortes profundos em seu abdômen e, após a morte de Elliot, ocultou seu cadáver em uma caixa de madeira, a qual passaria a usar como mesa de dominó. Bury seguiu sua vida normalmente por quase uma semana, antes de comunicar o crime à polícia em 10 de fevereiro. 
Bury foi enforcado pouco depois em Dundee, após confessar o assassinato de sua esposa. Seria o último enforcamento a ser realizado na cidade.

### Dr. Thomas Cream (1850-1892)

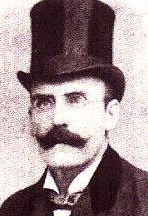
Cream

O doutor Neil Cream envenenou quatro prostitutas com estricnina, e ficou conhecido como o "Envenenador de Lambeth". Por esses crimes, é enforcado em 1892. No cadafalso, suas últimas palavras para o carrasco são: 
"Eu sou Jack, ...".
Contudo, no momento dos assassinatos, Cream estava preso em Illinois, nos Estados Unidos. Absolvido pela Justiça norte-americana em julho de 1891, estava na Grã-Bretanha desde setembro. A situação complica-se quando Cream envolve no caso um sósia dele. De fato, anteriormente, para se defender num processo de bigamia, ele afirma que, na época dos crimes, estava detido em Sydney, na Austrália. 
O diretor da prisão confirma que um homem com as características de Cream esteve preso na instituição, o que basta para esclarecer as dúvidas. Obviamente, dois homens serviram-se mutuamente de álibis, e as derradeiras palavras de Cream ao carrasco teriam sido uma última demonstração de generosidade ao seu cúmplice.

### Frederick Deeming (1842-1892)

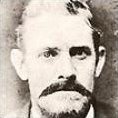
Deeming

Marinheiro que vivia em Sydney, Austrália, foi preso na Inglaterra e declarado culpado em 15 de dezembro de 1887, devido à diversas acusações de fraude. Passa quatorze dias na cadeia, fugindo para a Cidade do Cabo, África do Sul. Não há registro de seu paradeiro entre março de 1888 e outubro de 1889 (época dos crimes). Em 11 de agosto de 1891, matou a esposa e os filhos enquanto eles dormiam, cortando suas gargantas. Casou-se novamente no mesmo ano, assassinando sua nova esposa em 15 de dezembro de 1891 e a enterrando sob a casa que o casal alugara, em Victoria, Austrália. Seria preso em 11 de março de 1892, sendo julgado e condenado à pena de morte por enforcamento. 

### Carl Feigenbaum
Seu histórico criminal inicia pouco antes dos crimes, ao ser preso em Nova Iorque em 1884, após cortar a garganta de uma mulher. Depois de sua execução, seu advogado alegou que Feigenbaum havia confessado seu ódio por mulheres e suas intenções de multilá-las e assassiná-las. O advogado foi além, dizendo acreditar que Feigenbaum era Jack, o Estripador. Esta teoria ganhou alguma atenção da imprensa na época, mas foi rebatida pelo sócio do advogado, e a tese não foi para lugar algum por mais de um século. O escritor Trevor Marriott, ex-detetive do departamento de homicídios da polícia britânica, afirma na segunda edição de seu livro Jack The Ripper - The 21st Century Investigation, que Feigenbaum estava em Whitechapel na época dos assassinatos de Jack e que também foi responsável por crimes semelhantes nos Estados Unidos e Alemanha entre 1891 e 1894.

### Robert Stephenson (1841-1916)
Também conhecido como Roslyn D'Onston, era um jornalista e escritor conhecido por seu interesse em ocultismo e magia negra. Entrou como paciente no hospital Whitechapel pouco antes dos assassinatos começarem, saiu assim que terminaram. Tinha um interesse extremo pelos assassinatos, isso acabou levantando suspeitas sobre ele, porém o fato de não ter um histórico violento com mulheres acabou denotando incompatibilidade com um perfil assassino. Pode ter sido também um dos autores das cartas enviadas para os Jornais.

## Suspeitos surgidos posteriormente
Diversos outros nomes foram mencionados como sendo possivelmente o assassino, anos depois dos crimes. Entre eles estão: 

### Joseph Barnett

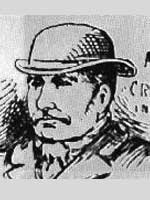
Barnett

Joseph Barnett (1858-1926) um amante de Mary Jane Kelly — uma das vítimas de Jack, o Estripador — entre 8 de abril de 1887 a 30 de outubro de 1888, quando brigaram e se separaram. Ele a visitou dias depois, supostamente para tentar fazer as pazes. Há suspeitas de que ele tenha sido rejeitado. Incluído na lista de suspeitos por ter sido desprezado por Kelly, embora alguns atribuam a ele os demais crimes. Seus depoimentos sobre o que Kelly disse a ele sobre sua vida constituem a principal fonte de informações sobre ela. A validade de suas declarações também foram colocadas sob suspeita.

### Lewis Carroll

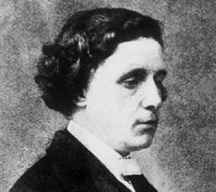
Carroll

Lewis Carroll (Charles Lutwidge Dodgson - 1832-1898) foi um importante escritor de ficção e livros infantojuvenis e matemático inglês do século XIX. Sua obra mais importante foi Alice no País das Maravilhas. Em 1997, seria indicado como suspeito por base em anagramas que o escritor Richard Wallace inventou para seu livro Jack the Ripper, Light-Hearted Friend, que em geral não é levado a sério por outros estudiosos.

### David Cohen
David Cohen — Um judeu polonês cujo encarceramento no asilo de Colney Hatch coincidiu com o término dos assassinatos. Descrito como violentamente anti-social, o morador pobre de East End foi sugerido como suspeito pelo escritor Martin Fido em seu livro The Crimes, Detection and Death of Jack the Ripper de 1987. 

### William Gull (1816-1890)
William Withey Gull se tornou mais conhecido por ser o médico da monarca Vitória do Reino Unido. Foi considerado um dos suspeitos como parte da evolução da teoria da conspiração envolvendo a Família Real. Graças à popularidade desta teoria entre escritores, e por sua natureza dramática, Gull aparece como o Estripador em vários livros e filmes.

### George Hutchinson
George Hutchinson era um homem que foi visto observando o 13 Miller's Court, onde Mary Jane Kelly foi encontrada morta. Posteriomente, Hutchinson alegou que testemunhou um homem com Kelly na noite de seu assassinato e o descreveu. Sua descrição era excepcionalmente detalhada e a quantidade de detalhes chamou atenção da polícia. A polícia interrogou-o várias vezes, mas acabaram não o mantendo como um suspeito, existem até os que acreditam que as descrições feitas por Hutchinson na época eram apenas para confundir ainda mais a polícia.

### James Maybrick (1838-1889)

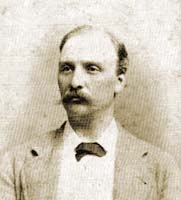
Maybrick

James Maybrick era um comerciante de algodão estabelecido em Liverpool, morreu supostamente envenenado pela esposa, Florence Maybrick. Consumidor de arsênico e outras drogas, possuía um diário publicado em 1993 no qual supostamente afirma ser o assassino.

### Alexander Pedachenko
De acordo com declarações atribuídas ao próprio Pedachenko, era um médico russo mandado como agente da Polícia Secreta da Rússia Imperial, a Okhrana, para cometer os crimes com o propósito de desacreditar as autoridades inglesas. Além de não haver evidências de que ele tenha cometido os crimes, não há nem mesmo provas de que Pedachenko existiu.

### Walter Sickert (1860-1942)
Walter Sickert era um artista alemão de ascendência holandesa e dinamarquesa. Originalmente citado como parte das diversas teorias conspiratórias envolvendo a família Real e então apontado como sendo o próprio Estripador pelos escritor Jean Overton Fuller e Patricia Cornwell. Sickert não é considerado um suspeito importante pela maioria dos estudiosos, e várias evidências mostram que ele estava na França na época dos assassinatos.

### Joseph Silver
Em 2007, o historiador sul-africano Charles van Onselen afirmou, no livro The Fox and The Flies: The World of Joseph Silver, Racketeer and Psychopath, que Joseph Silver, um judeu polonês, era Jack o Estripador. Os críticos observaram que, entre outras coisas, Onselen nem mesmo prova que Silver estava em Londres na época dos assassinatos, e que a acusação não passa de especulação. Onselen respondeu dizendo que as circunstâncias envolvidas deveriam fazer de Silver um suspeito.

### James Stephen (1859-1892)
James Kenneth Stephen recebeu notoriedade por ser considerado um lunático e por suas conexões com o Príncipe Albert, outro suspeito. Sofreu problemas físicos e mentais sérios após um acidente em 1886 e 1887, seus poemas tinham conteúdo mórbido mas não há nada que indique que tenha tido experiências como um assassino.

### Francis Thompson (1859-1907)
Francis Thompson foi um poeta e místico católico britânico, conhecido por seus poemas religiosos. Thompson faleceria em 1907, alguns anos após os crimes de Whitechapel. Sua suspeita está atribuída ao seu suposto fanatismo religioso e a repulsão do catolicismo à prostituição e à imoralidade. Era viciado em ópio e tinha uma saúde frágil, morrendo de tuberculose.

### Príncipe Alberto Victor
Príncipe Alberto Victor foi indicado em vários livros ou como o próprio assassino ou como o mandante dos crimes, parte de um complô real para encobrir supostos erros da monarquia. Essas teorias foram descartadas por vários historiadores e pela maioria dos especialistas nos assassinatos do Estripador.

### Sir John Williams
Sir John Williams, um amigo de Vitória do Reino Unido e obstetra de sua filha, a Beatriz, foi acusado em um livro de 2005, Uncle Jack, escrito por um de seus descendentes, Tony Williams, em parceria com Humphrey Price. O autor afirma ter registros que mostram que todas as vítimas conheciam o médico pessoalmente, e discute que todas foram mortas e mutiladas numa tentativa de se descobrir as causas da infertilidade.

### Lizzie Williams (1850-1912)
Elizabeth “Lizzie” Williams era esposa de Sir John Williams, nunca foi suspeita da polícia. O livro Jack The Ripper: The Hand Of A Woman, de John Morris, levanta a hipótese de que Lizzie matou as cinco mulheres e retirou seus úteros por inveja, devido ao fato dela estar presa em um casamento ruim por causa de dinheiro, e não poder ter filhos. John Morris também diz que o marido de Lizzie estava tendo um caso com Mary Jane Kelly, e por isso ela foi a última a ser morta.

### Charles Allen Lechmere
O jornalista Christer Holmgren tem proposto que Charles Allen Lechmere, também conhecido como Charles Cross – o homem convencionalmente considerado uma inocente testemunha que encontrou o corpo de Mary Ann Nicholls – era o Estripador. De acordo com Holmgren, Cross mentiu para o policial na cena do crime, e deu o nome falso de "Charles Cross" no inquérito; Cross era o sobrenome de seu padrasto. Cocheiro (motorista de entregas) da companhia Pickfords, o endereço de Lechmere, visitas à família e suas rotas diárias para o trabalho o ligam aos horários e lugares de todas as vítimas de assassinato.

### Mary Pearcey (1866–1890)
Mary Pearcey foi acusada de matar a esposa de seu amante, Mrs. Phoebe Hogg e a filha desta, em 24 de outubro de 1890. Acusada de assassinato e condenada. Ela sempre sustentou que era inocente durante todo o julgamento; todavia foi enforcada em 23 de dezembro  de 1890.